# Futur collisionneur circulaire
Pour les articles homonymes, voir FCC.

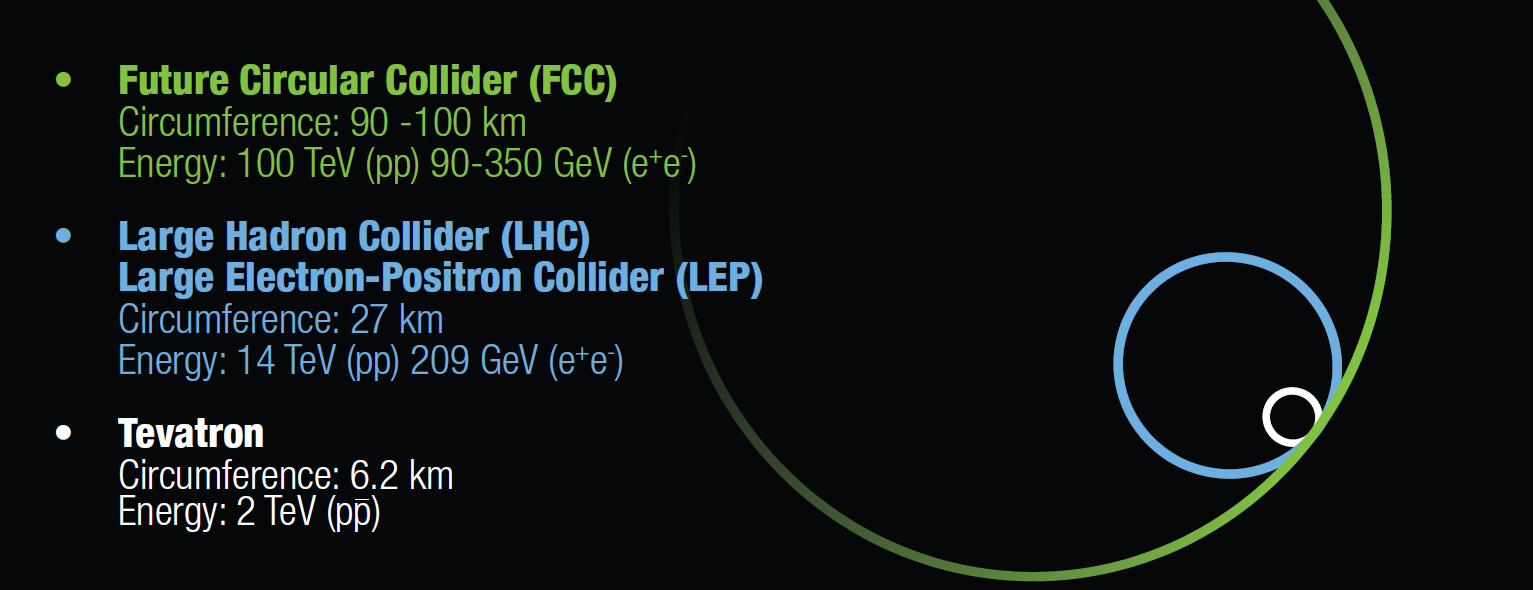
Comparaison schématique du Tevatron (en blanc) et du LHC (en bleu) au FCC (en vert).

Le Futur collisionneur circulaire (FCC, en anglais Future Circular Collider) est une étude de conception complète du projet qui succédera au Grand collisionneur de hadrons (étude post-LHC) qui prévoit un nouveau tunnel long de 80 à 100 kilomètres. Cette étude est ouverte à tous les instituts scientifiques, quelle que soit leur taille ou leur pays d'origine. À l’origine, 57 instituts participaient, représentant 22 pays ,. En mars 2025, l’initiative est soutenue par une collaboration internationale soutient l’initiative, réunissant 162 instituts de 38 pays 

## Histoire
À la suite de la publication en mai 2013 de La stratégie européenne pour la physique des particules appelant à réfléchir au futur du CERN, 350 experts se réunissent du 12 au 15 février 2014 à l'université de Genève pour lancer une première étude de faisabilité sur la construction d'un nouveau collisionneur circulaire de 80 à 100 kilomètres de circonférence. Les premières conclusions sont attendues pour 2018. Un rapport sur l’étude conceptuelle a été publié avant la fin de l’année 2018 , à temps pour la session suivante de mise à jour de la Stratégie européenne pour la physique des particules. 
Une nouvelle phase formelle de l’étude de faisabilité a été officiellement lancée en 2020, avec pour objectif d’évaluer d’ici 2025 les aspects techniques, financiers et organisationnels du projet. Cette étude a été finalisée en 2025, publiée, puis soumise le 31 mars 2025 à la prochaine mise à jour de la Stratégie européenne pour la physique des particules, dont la conclusion est attendue en janvier 2026.
Le FCC succéderait au LHC après le HL-LHC, dont la durée de vie est estimée à environ vingt ans, avec un programme scientifique prévu jusqu’en 2040 ,. La durée de construction du futur collisionneur circulaire a parfois été approximativement évaluée à une quinzaine d’années, mais l’étude de faisabilité du FCC publiée en 2025 indique, si le projet est approuvé,  un calendrier plus détaillé et échelonné : les travaux de génie civil, répartis en huit secteurs, devraient durer environ neuf ans (2033–2041), suivis de l’installation des infrastructures techniques (2039–2043) et du FCC-ee (2041–2045) .

En mars 2017, une équipe de chercheurs de la Benemérita Universidad Autónoma de Puebla rejoint le projet de construction[réf. nécessaire].

## Description

Tracé approximatif du LHC (en bleu) et tracé possible du FCC (en rouge).

L'étude du FCC met l'accent sur l'exploration des collisions proton-proton à des énergies plus élevées et électron-positron (leptons) à des énergies plus hautes. Elle considère les différents collisionneurs circulaires de hadrons et de leptons possibles, procède à une analyse approfondie des infrastructures et des modes de fonctionnement, et réfléchit aux programmes de recherche et développement technologiques nécessaires pour les construire. 
Lorsque le FCC sera mis en service, vers le milieu des années 2040, il utilisera un injecteur/pré-accélérateur situé sur le site du CERN à Prévessin pour l’injection des particules. Celles-ci circuleront à 299 790 km/s, soit 99,99918 % de la vitesse de la lumière (299 792,458 km/s), guidées par des aimants supraconducteurs disposés sur tout le circuit. Pour la version FCC-hh, deux options de pré-accélérateur sont étudiées : un SPS supraconducteur modernisé ou l’utilisation du LHC.
Quadrupler la longueur du tunnel va permettre d'implanter un plus grand nombre d'accélérateurs de particules le long du collisionneur. Le FCC poursuit un programme en deux phases complémentaires : une première phase utilisant un collisionneur électron–positon à haute luminosité (FCC-ee), dédiée à des mesures de précision du boson de Higgs — notamment ses couplages aux fermions, aux bosons vecteurs et à lui-même —, et une seconde phase, à très haute énergie (FCC-hh, 100 TeV), orientée vers la recherche directe de physique au-delà du Modèle standard. Un descriptif complet des opportunités scientifiques de cette approche intégrée est présenté dans le premier volume du rapport de conception conceptuelle. 
Depuis 2019, la position géographique du FCC est imaginée au nord d'Annecy et chevauchant à peine le lac Léman et le LHC. À l’issue de l’étude de faisabilité du FCC, un scénario d’implantation privilégié a été retenu après l’examen de plus de cent configurations possibles. Il prévoit un collisionneur de 91 km de circonférence et huit sites de surface, soit une réduction par rapport aux 100 km et douze sites envisagés dans le rapport de conception initial. L’infrastructure serait implantée à cheval entre la France et la Suisse, dans le bassin lémanique.

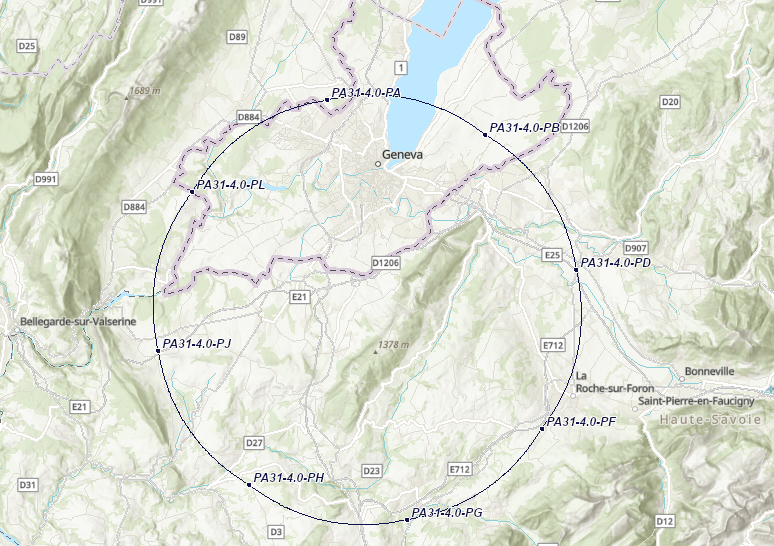
Scénario PA31-4.0 du FCC

Les premiers budgets avancés pour sa construction sont de l'ordre de 20 milliards d'euros. La Chine, par le biais du directeur général de l’Institut de physique des hautes énergies (IHEP) de Pékin, Yifang Wang, milite en faveur de la construction du FCC à proximité de Pékin,. 

## Critiques
L'accélérateur collisionneur fait l'objet de critiques pour son coût supérieur à vingt milliards d'euros (construction et équipement, exploitation non comprise), sa consommation d'électricité de 4 000 GWh/an, ses émissions de gaz à effet de serre équivalant à une ville de plusieurs centaines de milliers d'habitants et le volume des produits d'excavation de ses structures souterraines. Plusieurs physiciens ont également mis en cause ses chances de conduire à de nouvelles découvertes, comme la physicienne Sabine Hossenfelder, qui affirme : « il n'y a pas de raison pour que des phénomènes encore inobservés tels que la constitution de matière noire par des particules soient à la portée de ce nouveau collisionneur ».